# 台中市公車221路
台中市公車221路停駛前自豐原行駛到中正公園，主要行駛於水源路。

## 歷史
- 2012年7月1日：移撥為臺中市公車，原為公路客運6645。
- 2014年9月1日：停駛。（替代路線→12、222、223）

## 路線基本資料
往中正公園20站，往豐原19站。
自豐原起，經三民路、三豐路、中正路、向陽路、惠陽街、南陽路、自強南街、陽明街、圓環東路、安康路、永康路、南陽路、豐東路、水源路行駛到中正公園。

### 收費
依里程計費；刷卡八公里免費

### 停站
參見右側路線圖